# Thiénans

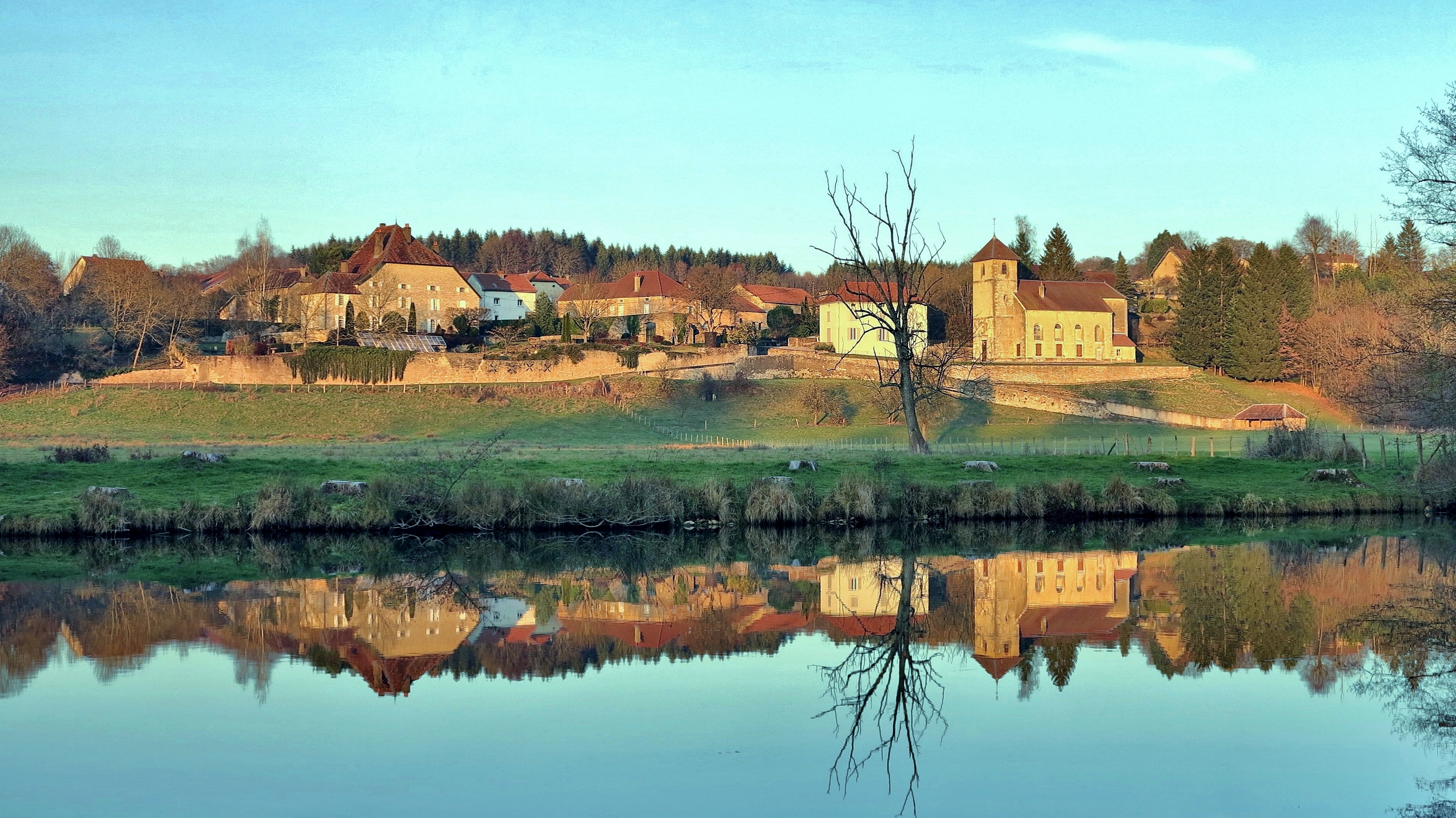
Thiénans mit Spiegelung im Fluss Ognon (2016)

Thiénans ist eine Gemeinde im französischen Département Haute-Saône in der Region Bourgogne-Franche-Comté.

## Geographie
Thiénans liegt auf einer Höhe von 270 m über dem Meeresspiegel, einen Kilometer östlich von Montbozon und etwa 19 Kilometer südsüdöstlich der Stadt Vesoul (Luftlinie). Das Dorf erstreckt sich auf dem Plateau nördlich der Talebene des Ognon, am Rand der waldigen Höhen des Bois du Franoi.
Die Fläche des 4,11 km² großen Gemeindegebiets umfasst einen Abschnitt des mittleren Ognon-Tals. Die südliche Grenze verläuft entlang dem Ognon, der hier mit einem Bogen weit nach Süden ausgreift und durch eine ungefähr ein Kilometer breite Niederung fließt. Vom Flusslauf erstreckt sich das Gemeindeareal nordwärts über die Alluvialebene, die durchschnittlich auf 245 m liegt, bis auf das angrenzende Plateau. Dieses besteht aus Kalkschichten der oberen Jurazeit, liegt auf rund 280 m und ist teils mit Acker- und Wiesland, teils mit Wald bedeckt, insbesondere der Bois du Franoi. Die östliche Grenze bildet der Ruisseau de Bouhans, ein rechter Seitenbach des Ognon. Mit 313 m wird auf dem Plateau nördlich des Dorfes die höchste Erhebung von Thiénans erreicht.
Zu Thiénans gehört der Weiler Montroz (250 m) in der Talniederung des Ognon. Nachbargemeinden von Thiénans sind Fontenois-lès-Montbozon im Norden, Bouhans-lès-Montbozon im Osten, Montagney-Servigney im Südosten sowie Montbozon im Süden und Westen.

## Geschichte
Eine Adelsfamilie von Thiénans ist 1180 urkundlich belegt. Im Mittelalter gehörte Thiénans zur Grafschaft Burgund und darin zum Gebiet des Bailliage d’Amont. Zusammen mit der Franche-Comté gelangte das Dorf mit dem Frieden von Nimwegen 1678 definitiv an Frankreich. Zur Zeit der Französischen Revolution wurde Montroz, das 1267 erstmals erwähnt wurde, mit Thiénans vereinigt. Seit 2000 ist Thiénans Mitglied des 21 Ortschaften umfassenden Gemeindeverbandes Communauté de communes du Pays de Montbozon.

## Sehenswürdigkeiten
Die Dorfkirche von Thiénans, die auf einen mittelalterlichen Bau aus dem 12. Jahrhundert zurückgeht, wurde im 18. Jahrhundert neu errichtet und besitzt eine Grabplatte von Guillaume, die auf 1338 datiert ist. Von der ehemaligen Burg Montroz sind nur wenige Überreste erhalten.

## Bevölkerung
| Jahr                       | 1962 | 1968 | 1975 | 1982 | 1990 | 1999 | 2006 |
| Einwohner                  | 48   | 41   | 48   | 59   | 59   | 68   | 80   |
| Quellen: Cassini und INSEE |      |      |      |      |      |      |      |

Mit 113 Einwohnern (1. Januar 2022) gehört Thiénans zu den kleinsten Gemeinden des Département Haute-Saône. Nachdem die Einwohnerzahl in der ersten Hälfte des 20. Jahrhunderts deutlich abgenommen hatte (1896 wurden noch 149 Personen gezählt), wurde seit Beginn der 1990er Jahre wieder ein leichtes Bevölkerungswachstum verzeichnet.

## Wirtschaft und Infrastruktur
Thiénans war bis weit ins 20. Jahrhundert hinein ein vorwiegend durch die Landwirtschaft (Ackerbau, Obstbau und Viehzucht) und die Forstwirtschaft geprägtes Dorf. Außerhalb des primären Sektors gibt es nur sehr wenige Arbeitsplätze im Dorf. Mittlerweile hat sich der Ort auch zu einer Wohngemeinde gewandelt. Viele Erwerbstätige sind deshalb Wegpendler, die in den größeren Ortschaften der Umgebung ihrer Arbeit nachgehen.
Die Ortschaft liegt abseits der größeren Durchgangsachsen nahe einer Departementsstraße, die von Montbozon nach Esprels führt.